# سيلاس بوكر
سيلاس بوكر هو سياسي أمريكي، ولد في 26 أبريل 1769، وتوفي في 14 أكتوبر 1834. انتخب عضو جمعية ولاية نيويورك ‏ وانتخب عضو مجلس ولاية نيويورك ‏.